# Nova (keresztnév)
A Nova egy Magyarországon anyakönyvezhető női utónév.